# Championnat d'Europe universitaire de football
Le championnat d'Europe universitaire de football est une compétition regroupant les différentes équipes universitaires championnes nationales. Cette compétition est accessible uniquement aux étudiants des universités et élèves des établissements d’enseignement supérieur.

## Palmarès
- L’équipe de l'Association Sportive de l'Université d’Orléans (ASUO) est sortie vainqueur du championnat européen 2007 du football d'universités